# The Lodger (película de 1944)
The Lodger (en español El inquilino) es un film estadounidense realizado par John Brahm, y que fue estrenado en 1944.

## Sinopsis
En Londres, a principios de los años 1890, algunas cantantes de cabaret fueron asesinadas por un misterioso asesino en serie. En el mismo momento, una pareja de burgueses cuya hija Kitty Langley era artista de music hall, acogió bajo su techo al señor Slade, un enigmático estudiante de medicina, quien no es otro que un asesino compulsivo. Pero naturalmente, los dueños de casa nada sospechan sobre las impropias y sórdidas inclinaciones de su ocasional huésped.
El citado individuo no tarda en desarrollar respecto de Kitty una violenta atracción física, que termina por transformarse en necesidad imperiosa de buscar sangre y muerte. Una tarde y de improviso, Slade asiste a un espectáculo en el cual Kitty es la vedette, y luego del mismo ambos regresan a la casa donde él intenta matarla. No obstante, Kitty Langley puede superar esta difícil situación gracias a los esfuerzos y a la sagacidad de un inspector de Scotland Yard, John Warwick, quien logró desenmascarar al asesino gracias a la técnica, nueva para la época, del reconocimiento de impresiones digitales.

## Ficha técnica
- Título original: The Lodger
- Título de la versión en francés: Jack l'éventreur
- Dirección: John Brahm (1893-1982)
- Producción: Robert Bassler
- Sociedad de producción: 20th Century-Fox
- Guionista: Barré Lyndon, según una novela de Marie Belloc Lowndes.
- Música: Hugo Friedhofer
- Fotografía: Lucien Ballard
- Montaje: J. Watson Webb Jr.
- Dirección artística: James Basevi; John Ewing
- Decorados: Thomas Little; Walter M. Scott
- Vestuario: René Hubert
- Coreografía: Kenny Williams
- País:  Estados Unidos
- Género: Film noir
- Formato: Blanco y negro, con sonido mono (RCA Sound System)
- Duración: 84 minutos
- Estreno:
  -  Estados Unidos, 19 de enero de 1944
  -  Francia, 22 de enero de 1947

## Reparto
- Merle Oberon: Kitty Langley
- George Sanders: Inspector John Warwick
- Laird Cregar: Señor Slade
- Cedric Hardwicke: Robert Bonting
- Sara Allgood: Ellen Bonting
- Aubrey Mather: Superintendente Sutherland
- Queenie Leonard: Daisy, la mucama
- Doris Lloyd: Jennie
- David Clyde: Sargento Bates
- Helena Pickard: Annie Rowley

Y como actores secundarios
- Jimmy Aubrey, un conductor de carruaje
- Lumsden Hare, el Doctor Sheridan
- Stuart Holmes, el Rey Eduardo
- Frederick Worlock, Sir Edward Willoughby
- Robert Bonting, Sir Cedric Hardwicke

## Sobre el filme y sus características
La película se basa en una interpretación libre del caso de Jack el Destripador. En la realidad, las víctimas del verdadero "asesino de Whitechapel" eran todas ellas prostitutas de vida miserable y no cantantes. Pero bueno, aquí, en esta trama de ficción, el célebre asesino británico en serie rebautizado Señor Slade tiene un perfil diferente, pues entre otras cosas supuestamente era bisexual, ya que en la juventud había desarrollado hacia su hermano una pasión incestuosa.
Desafortunadamente, el recién citado nada sabía de las inclinaciones de su atribulado hermano, y por cosas de la vida, terminó suicidándose después de que una artista de cabaret le abandonara sentimentalmente.
Este desenlace fatal por cierto impactó al señor Slade, quien quedó borracho de dolor y de resentimiento, habiendo luego decidido asesinar a cantantes de music hall para así vengarse de esta desafortunada tragedia familiar. Naturalmente, el deseo sexual que el nombrado sentía por ese tipo de artistas, estimuló en más de un sentido sus inclinaciones asesinas.
El intérprete del señor Slade en el filme, murió poco después del estreno de la obra, el 9 de diciembre de 1944 en Los Ángeles.
Por cierto, existen grandes similitudes entre este film y el de Alfred Hitchcock de 1924 titulado The Lodger: A Story of the London Fog.